# Лейбельман Ісак Наумович
Лейбельман Ісак Наумович або Лейбельман І. Ш. (1889 — 26 березня 1940, Москва) — політичний діяч, член ВУЦВК, друкар.
Був активним учасником революції 1905 року та Жовтневого перевороту.
У 1917 р. — товариш (заступник) голови та керівник робітничої секції Вінницької ради робітничих і солдатських депутатів. Один з лідерів вінницького Бунду. У січні 1918 р. виступав проти розгону більшовиками Вінницької міської думи. За участь у І Всеукраїнській конференції профспілок у Києві у травні 1918 р. був заарештований. У 1919 році вступив до Російської комуністичної партії (більшовиків).
Улітку 1919 році під час наступу Добровольчої армії Денікіна на Поділлі друкував і розповсюджував в Подільській губернії та за її межами підпільну літературу. Про це написав в одному зі своїх романів Юрій Смолич.
Перший голова Подільської губпрофради. Член 6-го складу ВУЦВК від Подільської губернії (1921).
У 1922 році побачили світ спогади Лейбельмана «Воспоминания печатника» (укр. Спогади друкаря), в яких він згадував про те, як він змагався за збільшення чисельності більшовиків у «Виконавчому комітеті громадських організацій» — місцевому органі Тимчасового уряду. 
Похований у Москві на Новодівочому цвинтарі.

## Твори
Лейбельман И. Воспоминания печатника / И. Лейбельман // Наша кузница. – 1922.